# Patria Jiménez
Patria Jiménez (ur. 26 maja 1957 w San Luis Potosí) – meksykańska polityczka. W latach 1997–2000 członkini Izby Deputowanych Meksyku jako pierwsza zadeklarowana osoba LGBT w meksykańskim parlamencie.

## Życiorys

### Młodość, edukacja i kariera zawodowa
Urodziła się 26 maja 1957. Pochodzi z ze stanu San Luis Potosí.
Jest założycielką (od 1992 roku) oraz koordynatorką lesbijskiej organizacji Clóset de Sor Juana nazwanej na cześć Juany Inés de la Cruz, od 1995 roku akredytowanej przez Organizację Narodów Zjednoczonych. Od 1979 roku angażuje się w działania feministyczne oraz wspierające osoby LGBT.

### Działalność polityczna
Z powodzeniem wystartowała w wyborach parlamentarnych w Meksyku w 1997 roku z ramienia Partii Rewolucyjno-Demokratycznej (PRD). PRD umieściło ją na 12. miejscu na liście, z której mandaty przydzielano w sposób proporcjonalny, właściwie gwarantując jej mandat do Izby Deputowanych Meksyku. Było to określane jako jasny sygnał ze strony partii, że jest gotowa zmierzyć się z ewentualnymi konsekwencjami tak progresywnej decyzji. Została pierwszą zadeklarowaną osobą LGBT w meksykańskim parlamencie oraz w pierwszą zadeklarowaną osobą LGBT wybraną do parlamentu kraju Ameryki Łacińskiej. Ślubowanie złożyła 1 września 1997 roku.
Jej kadencja rozpoczęła się 22 sierpnia 1997, a zakończyła 31 sierpnia 2000. W Izbie zasiadła w Komisji Jurysdykcyjnej, Komisji Ludności i Rozwoju (której była sekretarzem), Komisji Praw Człowieka, Specjalnej Komisji ds. Równości i Płci oraz Komisji ds. Rzemiosła.
W wyborach parlamentarnych w Meksyku w 2000 roku została wybrana zastępczynią członka Senatu. Mandat objęła w 2006 roku po rezygnacji ze stanowiska przez Demetrio Sodiego (wybranego z list Partii Akcji Narodowej).
W 2018 bez powodzenia ubiegała się o urząd burmistrzyni Meksyku.

### Pozostała działalność i życie prywatne
Organizowała paradę równości w Tijuanie w 1997 roku. Jest jedną z 11 meksykańskich kobiet nominowanych do Pokojowej Nagrody Nobla za działania w projekcie 1000 Mujeres por la Paz. W 2021 roku zasiadała w radzie doradczej Instytutu Kobiet w Meksyku. Jest lesbijką.